# Hold On (Wilson Phillips)
Hold On is een nummer van de Amerikaanse meidengroep Wilson Phillips uit 1990. Het is de eerste single van hun titelloze debuutalbum.
"Hold On" haalde de nummer 1-positie in de Amerikaanse Billboard Hot 100. In de Nederlandse Top 40 haalde het nummer een bescheiden 15e positie, en in de Vlaamse Radio 2 Top 30 haalde het nummer de 9e positie.